# Antoni Laporta Astort
Antoni Laporta Astort, né à Barcelone le 16 juillet 1885 et mort à Barcelone le 24 juillet 1957 est un pianiste, compositeur et professeur de musique classique espagnol d'origine catalane.

## Biographie
Antoni Laporta Astort est le fils d'Ildefons Laporta i Cerdà et de Maria Astort i Pijoans, tous deux natifs de Barcelone. Il étudie tout d'abord au Conservatoire municipal de musique de Barcelone, sous la direction de Joan Lamote de Grignon et de Joaquim Canals. Il obtient ensuite une bourse de la municipalité de sa ville natale, grâce à laquelle il peut intégrer le Conservatoire royal de Bruxelles où il étudie le piano dans la classe d'Arthur De Greef.
Durant la Seconde République, il est professeur titulaire du collège Collasso i Gil, et il enseigne à ses élèves divers poèmes mis en  musique par ses soins, comme Ginesta! d'après le texte de Joan Maragall.